# Jack Carroll
Jack Carroll (eigentlich John Fralic Carroll; * 31. Juli 1930 in Montreal; † 1. April 1997 in Lunenburg) war ein kanadischer Sprinter, der sich auf den 400-Meter-Lauf spezialisiert hatte.
Bei den Olympischen Spielen 1952 in Helsinki wurde er Vierter in der 4-mal-400-Meter-Staffel. Über 400 m schied er im Halbfinale trotz persönlicher Bestzeit von 47,4 s aus.